# Хадсон, Дэвид Дж.
Дэвид Джеймс Хадсон (англ. David James Hudson) (16 декабря 1943 — 21 мая 2011) был американским звукооператором. Он был трижды номинирован на премию «Оскар» в категории «Лучший звук» вместе с Терри Портером, Мэлом Меткалфом и Доком Кейном: в 1987 году за фильм «Звёздный путь IV: Дорога домой»; в 1992 и 1993 году — за мультфильмы «Красавица и Чудовище» и «Аладдин» соответственно. Также вместе с Портером, Меткалфом и Кейном был номинирован на премию BAFTA в категории «Лучший звук» за мультфильм «Король Лев». За 5 лет Меткалф номинировался на Прайм-тайм премию «Эмми» 5 раз и выиграл 1.

## Избранная фильмография
- Звёздный путь II: Гнев Хана (1982)[6]
- Звёздный путь III: В поисках Спока (1984)[7]
- Терминатор (1984)[8]
- Звёздный путь IV: Дорога домой (1986)[9]
- Доброе утро, Вьетнам (1987) (указан как Дэвид Хадсон)[10]
- Человек дождя (1988) (указан как Дэвид Хадсон)[11]
- Русалочка (1989)[12]
- Спасатели в Австралии (1990)[13]
- Красавица и Чудовище (1991)[14]
- Аладдин (1992)[15]
- Действуй, сестра (1992)[16]
- Действуй, сестра 2 (1993)[17]
- Король Лев (1994)[18]
- Санта-Клаус (1994)[19]